# The Mix Tape
Albums de KRS-One
Spiritual Minded
(2002) Kristyles
(2003)
The Mix Tape est une mixtape de KRS-One, sortie le 27 août 2002.
En Europe, l'album a été commercialisé sous le titre Prophets vs. Profits, certains morceaux différant de l'opus sorti aux États-Unis.
Le titre Over Here est une diss song destinée à Nelly, lui reprochant d'être trop « commercial » et irrespectueux envers KRS-One.
L'album s'est classé 32e au Top R&B/Hip-Hop Albums et 17e au Top Independent Albums.

## Liste des titres

### Édition américaine:The Mix Tape
| No  | Titre                        | Contient un (des) sample(s) de       | Durée |
| --- | ---------------------------- | ------------------------------------ | ----- |
| 1.  | Ova Here                     | Nobody but You Babe de Clarence Reid | 2:56  |
| 2.  | Things Is About to Change    |                                      | 2:34  |
| 3.  | Splash                       |                                      | 2:24  |
| 4.  | Kim-O/Steph-Lover Shout-Outs |                                      | 0:19  |
| 5.  | Down the Charts              |                                      | 2:10  |
| 6.  | Priest Shout-Outs            |                                      | 0:10  |
| 7.  | The Message 2002             |                                      | 3:54  |
| 8.  | Kreditz (Interlude)          |                                      | 0:38  |
| 9.  | Stop It                      |                                      | 1:37  |
| 10. | Problemz                     |                                      | 3:14  |
| 11. | Stop It                      |                                      | 1:38  |
| 12. | Problemz                     |                                      | 3:15  |
| 13. | Believe It!                  |                                      | 3:59  |

### Édition européenne:Prophets Vs. Profits
| No  | Titre                       | Contient un (des) sample(s) de       | Durée |
| --- | --------------------------- | ------------------------------------ | ----- |
| 1.  | Ova Here                    | Nobody but You Babe de Clarence Reid | 2:56  |
| 2.  | Things Is About to Change   |                                      | 2:34  |
| 3.  | Splash                      |                                      | 2:24  |
| 4.  | My People                   |                                      | 0:19  |
| 5.  | Kreditz                     |                                      | 2:02  |
| 6.  | I Remember                  | One Way Ticket d'Aretha Franklin     | 4:03  |
| 7.  | Down the Charts             |                                      | 2:10  |
| 8.  | You Really Don't Want It    |                                      | 0:10  |
| 9.  | Womanology                  |                                      | 3:54  |
| 10. | 2nd Kreditz                 |                                      | 0:46  |
| 11. | Deejay Red Alert Shout-Outs |                                      | 0:29  |
| 12. | Ova Here (Remix)            |                                      | 2:58  |
| 13. | Preserve the Kulture        |                                      | 1:31  |